# Samuel Purchas
Œuvres principales
Pilgrimes (1613-1626)
Samuel Purchas (1575? - 1626), est un écrivain anglais s'intéressant aux voyages, un proche-contemporain de Richard Hakluyt.

## Biographie
Purchas est né à Thaxted, dans l'Essex, et a étudié au collège St John de Cambridge en 1600. Il est admis à Oxford en 1615. En 1604 il est nommé par Jacques Ier d'Angleterre à la cure d'Eastwood, Essex, et, en 1614, devient aumônier de l’archevêque George Abbot puis recteur de Saint-Martin (en), Ludgate, à Londres. Il a auparavant consacré son temps à des travaux géographiques à Londres. En 1613, il publie le premier volume de sa série de Pilgrimes. Le dernier de ceux-ci, Hakluytus Posthumus est une suite des principales narrations de Richard Hakluyt et est basé en partie sur des manuscrits laissés par Hakluyt. La quatrième édition de Pilgrimage est habituellement cataloguée comme cinquième volume des Pilgrimes, mais les deux travaux sont essentiellement distincts.
Purchas est mort en septembre ou octobre 1626, selon certains dans une prison, pour dettes. Aucun de ses travaux n'a été réimprimé jusqu'à la réédition par Glasgow du Pilgrimes en 1905-1907. Comme rédacteur et compilateur, Purchas était souvent infidèle, inconsidéré, négligent et indigne de foi ; mais ses collections contiennent néanmoins des témoignages de grande valeur, et sont fréquemment les seules sources d'information sur des questions importantes affectant l'histoire de l'exploration.
Son livre Purchas his Pilgrimage a été l'une des sources d'inspiration pour la poésie Kubla Khan de Samuel Taylor Coleridge.

## Œuvres
- Purchas, his Pilgrimage; or, Relations of the World and the Religions observed in all Ages, (1613)
- Purchas, his Pilgrim. Microcosmus, or the histories of Man. Relating the wonders of his Generation, vanities in his Degeneration, Necessity of his Regeneration, (1619)
- Hakluytus Posthumus or Purchas his Pilgrimes, contayning a History of the World in Sea Voyages and Lande Travells, by Englishmen and others (4 vols.), (1625).